# Silnice II/287
Silnice II/287 je silnice II. třídy v okrese Jablonec nad Nisou spojující silnici I/65 v Jablonci nad Nisou se silnicí I/10 nedaleko Bratříkova u Železného Brodu. 
Silnice vede skrze Vrkoslavice, Kokonín, Maršovice, Čížkovice 1.díl, Pěnčín a Bratříkov; její délka je asi 16 kilometrů.
Silnice II/287 začíná na kruhovém objezdu v Jablonci nad Nisou se silnicí I/65. Silnice I/65 pokračuje na 2. výjezdu směrem na křižovatku se silnicí I/14 směřující z Liberce na Vrchlabí. Silnice II/287 zde odbočuje doprava na 1. výjezdu směrem na Železný Brod. V místní části Vrkoslavice odbočuje doprava silnice III/2878. Za touto křižovatkou se silnice II/287 kříží na kruhovém objezdu se silnicí III/2879. Silnice II/287 pokračuje přímo /na 2. výjezdu/ směrem na Pěnčín. V Maršovicích odbočuje doprava silnice II/28719 směrem na Dalešice. Silnice II/287 pokračuje přímo. O několik metrů dál odbočuje doleva silnice II/287 směrem na místní část obce Pěnčín Krásná. V začátcích samotné obce Pěnčín odbočuje doprava silnice III/28735 směrem na Skuhrov a kousek dál silnice III/28738 odbočuje doleva směrem na Jistebsko. SIlnice II/287 pokračuje dál směrem na Železný Brod. Dále za obecním úřadem odbočuje doprava silnice III/28739 směrem na Alšovice. Silnice II/287 pokračuje dál ke křižovatce s III/28740, kde III/28740 pokračuje přímo směrem na Železný Brod a silnice II/287 odbočuje mírně doleva směrem na Bratříkov. V Bratříkově odbočuje ostře doleva silnice III/28741 směrem na Huť. Silnice II/287 pokračuje přímo až ke křižovatce se silnicí I/10, kde končí.